# Joseph Wattmann
Joseph Wattmann von Maëlcamp-Beaulieu (Ebensee, 6 marzo 1789 – Vienna, 14 settembre 1866) è stato un chirurgo austriaco.

## Biografia
Studiò medicina presso l'accademia chirurgica associata al Vienna General Hospital, in seguito lavorò come medico e chirurgo a Wels. Servì come assistente di Vincenz Ritter von Kern (1760-1829) a Vienna. Nel 1816 fu nominato professore di chirurgia teorica e pratica presso il Liceo di Laibach.
Dal 1818 fu professore di chirurgia e capo chirurgo all'ospedale Heilgegeist di Innsbruck. Dopo un viaggio scientifico in Italia, fu nominato professore di chirurgia pratica e direttore dell'istituto chirurgico di Vienna (1824). I suoi studenti furono Franz Schuh (1804-1865) e Johann von Dumreicher (1815-1880).

## Opere principali
- Versuch zur Heilung des sonst unheilbar erklaerten Noli me tangere, 1823.
- Beschreibung des Skelettes mit elastischer Gelenksverbindung zur pathologischen und therapeutischen Darstellung der Verrenkungen, 1823.
- Handbuch der Chirurgie, 1829-1839.
- Über die Steinzerbohrung und ihr Verhältniss zum Blasenschnitte,1835.
- Sicheres Heilverfahren bei dem schnell gefährlichen Lufteintritt in die Venen und dessen gerichtsärztliche Wichtigkeit, 1843.[1][2]